# Молтцан, Пола
Пола Молтцан (англ. Paula Moltzan; род. 7 апреля 1994, Миннеаполис, Миннесота) — американская горнолыжница, чемпионка мира 2023 года, участница зимних Олимпийских игр 2022 года.

## Биография и спортивная карьера
Пола родилась в семье Робина и Марка Молтцан из Миннесоты. С ноября 2012 года принимает участие в соревнованиях на Кубок мира.
в 2015 году впервые в карьере приняла участие во взрослом чемпионате мира в Бивер-Крик. Заняла двадцатое место в слаломе. Месяц спустя Пола выиграла золото в слаломе на чемпионате мира среди юниоров в Норвегии.
На чемпионате мира 2019 года в Оре стала восемнадцатой в слаломе.
На Олимпийских играх 2022 года принимала участие в слаломном спуске и заняла итоговое восьмое место. В гигантском слаломе была 12-й, в командных соревнованиях в составе американской сборной стала четвёртой.
на чемпионате мира 2023 года во Франции выиграла золото в смешанном командном соревновании. В 2025 году на мировом первенстве в Зальбахе стала бронзовым призёром в гигантском слаломе.

## Выступления на крупнейших соревнованиях

### Зимние Олимпийские игры
| Олимпийские игры | Скоростной спуск | Супергигант | Гигантский слалом | Слалом | Комбинация | Команды |
| ---------------- | ---------------- | ----------- | ----------------- | ------ | ---------- | ------- |
| 2022 Пекин       | —                | —           | 12                | 8      | —          | 4       |

### Чемпионаты мира
| Чемпионат мира         | Скоростной спуск | Супергигант | Гигантский слалом | Слалом | Комбинация | Команды | Паралл. гигантский слалом |
| ---------------------- | ---------------- | ----------- | ----------------- | ------ | ---------- | ------- | ------------------------- |
| 2015 Бивер-Крик        | —                | —           | —                 | 20     | —          | —       | н/д                       |
| 2019 Оре               | —                | —           | DNS2              | 18     | —          | —       | н/д                       |
| 2021 Кортина-д’Ампеццо | —                | —           | DNF1              | DNF1   | —          | 6       | 4                         |
| 2023 Мерибель          | —                | —           | DNF1              | —      | —          | 1       | —                         |
| 2025 Зальбах           | —                | —           | 3                 | 4      | 4          | 4       | н/д                       |

#### Подиумы на этапах Кубка мира (5)
| № | Сезон   | Дата        | Место проведения | Дисциплина                     | Место |
| - | ------- | ----------- | ---------------- | ------------------------------ | ----- |
| 1 | 2020/21 | 26 ноя 2021 | Цюрс             | Параллельный гигантский слалом | 2     |
| 2 | 2022/23 | 29 дек 2022 | Земмеринг        | Слалом                         | 2     |
| 3 | 2023/24 | 11 фев 2024 | Сольдеу          | Слалом                         | 3     |
| 4 | 2024/25 | 21 янв 2025 | Кронплатц        | Гигантский слалом              | 3     |
| 5 | 2024/25 | 23 фев 2025 | Сестриере        | Слалом                         | 3     |